# Рагнар Сігюрдссон
Заголовок цієї статті — це ісландське ім'я, де Рагнар — особове ім'я, а Сігюрдссон — ім'я по батькові. 
Рагнар Сігюрдссон (ісл. Ragnar Sigurðsson, нар. 19 червня 1986, Рейк'явік) — ісландський футболіст, центральний захисник. По завершенні ігрової кар'єри — тренер. національної збірної Ісландії.

## Клубна кар'єра
Народився 19 червня 1986 року в місті Рейк'явік. Вихованець футбольної школи клубу «Філкір». Дорослу футбольну кар'єру розпочав 2004 року в основній команді того ж клубу, в якій провів два сезони, взявши участь у 38 матчах чемпіонату.
Своєю грою за цю команду привернув увагу представників тренерського штабу клубу «Гетеборг», до складу якого приєднався 2006 року. Відіграв за команду з Гетеборга наступні п'ять сезонів своєї ігрової кар'єри. Більшість часу, проведеного у складі «Гетеборга», був основним гравцем захисту команди.

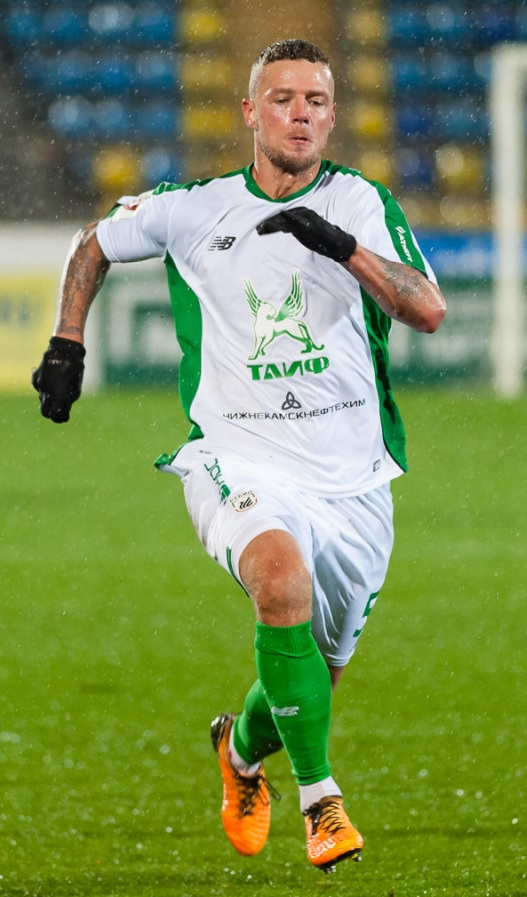
Рагнар Сігюрдссон під час виступів за «Рубін». 15 жовтня 2017 року.

30 травня 2011 року за 800 тис. євро перейшов до клубу «Копенгаген», у складі якого провів наступні три роки своєї кар'єри гравця. Граючи у складі «Копенгагена» також здебільшого виходив на поле в основному складі команди.
До складу клубу «Краснодар» приєднався 23 січня 2014 року за 4,25 млн євро. У складі «биків» провів 86 офіційних матчів, у яких забив 4 м'ячі і зробив 3 результативних передачі.
23 серпня 2016 року підписав дворічний контракт з англійським «Фулгемом», але в англійському Чемпіоншипі закріпитись не зумів і 3 серпня 2017 року «Рубін» орендував Сігюрдссона на рік.
18 січня 2018 року підписав контракт з російським клубом «Ростов». З того часу Рагнар провів 53 офіційні матчі за жовто-синіх, а з початку сезону 2019/20 був капітаном команди. 1 січня 2020 року «Ростов» оголосив про розірвання контракту із Сігюрдссоном за обопільною згодою сторін.
12 січня 2020 року він повернувся до «Копенгагена», підписавши контракт до літа 2020 року. У клубі ісландець здебільшого постійно лікувався від травм. Це і стало причиною того, що в 2020 році він провів лише дев'ять ігор за данський клуб в усіх турнірах, ставши віцечемпіоном країни.
18 січня 2021 року Сігюрдссон перейшов до «Руху» (Львів), підписавши контракт до літа 2021 року, з можливістю продовжити угоду ще на рік. У складі «Руху» зіграв лише один тайм (в перерві був замінений) в домашньому матчі 8 березня 2021 проти «Десни» (0:4). 18 травня 2021 покинув клуб через завершення контракту.
Завершив ігрову кар'єру того ж року у рідному клубі «Філкір».

## Виступи за збірну
2001 року дебютував у складі юнацької збірної Ісландії, взяв участь у 16 іграх на юнацькому рівні, відзначившись 3 забитими голами.
Протягом 2005—2006 років залучався до складу молодіжної збірної Ісландії. На молодіжному рівні зіграв у 7 офіційних матчах.
У серпні 2007 року дебютував в офіційних матчах у складі національної збірної Ісландії в товариській зустрічі з Канадою.
У складі збірної був учасником чемпіонату Європи 2016 року у Франції. 27 червня 2016 року Сігюрдссон під час матчу 1/8 фіналу забив гол у ворота збірної Англії. У результаті його збірна перемогла 2:1 і вийшла в 1/4 турніру, а Рагнар був визнаний найкращим гравцем матчу. Згодом у складі збірної був учасником чемпіонату світу 2018 року у Росії.
Всього провів у формі головної команди країни 97 матчів і забив 5 голів.

## Тренерська кар'єра
У листопаді 2022 року Рагнара було представлено як помічника головного тренера клубу «Фрам» (Рейк'явік), а в липні 2023 року він став тимчасовим головним тренером команди після відходу його попередника Йона Торіра Свейнссона.
З початку 2024 року став працювати асистентом Омара Інгіа Гудмундссона у клубі «Коупавогур».

## Досягнення
- Чемпіон Швеції (1):

«Гетеборг»: 2007;
- Володар Кубка Швеції (1):

«Гетеборг»: 2008;
- Володар Суперкубка Швеції (1):

«Гетеборг»: 2008;
- Чемпіон Данії (1):

«Копенгаген»: 2012-13;
- Володар Кубка Данії (1):

«Копенгаген»: 2011-12.